# Toyota Premier Cup
Der Toyota Premier Cup war ein Pokalwettbewerb mit nur einem Spiel, der von Toyota und der Football Association of Thailand organisiert wurde und erstmals im Jahr 2011 ausgetragen wurde. In dem Spiel standen sich der Gewinner des Thai League Cup, der von Toyota gesponsert wurde, und einer eingeladenen Mannschaft aus der ersten japanischen Liga gegenüber. 2018 beschloss Toyota, den Premier Cup abzuschaffen.

## Resultate
| Jahr | Sieger              | Ergebnis      | Verlierer         | Austragungsort                  |
| ---- | ------------------- | ------------- | ----------------- | ------------------------------- |
| 2011 | Port FC             | 2:1           | Shonan Bellmare   | Suphachalasai Stadium, Bangkok  |
| 2012 | Buriram United      | 1:1 4:2 n. E. | Vegalta Sendai    | Suphachalasai Stadium, Bangkok  |
| 2013 | Nagoya Grampus      | 2:0           | Buriram United    | Suphachalasai Stadium, Bangkok  |
| 2014 | Buriram United      | 1:1 4:3 n. E. | Nagoya Grampus    | Thammasat Stadium, Pathum Thani |
| 2015 | BEC Tero Sasana FC  | 0:0 4:3 n. E. | Sagan Tosu        | Suphachalasai Stadium, Bangkok  |
| 2016 | Buriram United      | 2:1           | Albirex Niigata   | I-Mobile Stadium, Buriram       |
| 2017 | Sanfrecce Hiroshima | 3:1           | Muangthong United | Suphachalasai Stadium, Bangkok  |

## Rangliste
| Mannschaft          | Sieger | Sieger           | Verlierer | Verlierer |
| Mannschaft          | Anzahl | Jahr             | Anzahl    | Jahr      |
| ------------------- | ------ | ---------------- | --------- | --------- |
| Buriram United      | 3      | 2012, 2014, 2016 | 1         | 2013      |
| Nagoya Grampus      | 1      | 2013             | 1         | 2014      |
| Port FC             | 1      | 2011             |           |           |
| BEC Tero Sasana FC  | 1      | 2015             |           |           |
| Sanfrecce Hiroshima | 1      | 2017             |           |           |
| Shonan Bellmare     |        |                  | 1         | 2011      |
| Vegalta Sendai      |        |                  | 1         | 2012      |
| Sagan Tosu          |        |                  | 1         | 2015      |
| Albirex Niigata     |        |                  | 1         | 2016      |
| Muangthong United   |        |                  | 1         | 2017      |

## Anzahl der Teilnahmen
| Mannschaft          | Anzahl | Jahre                  |
| ------------------- | ------ | ---------------------- |
| Buriram United      | 4      | 2012, 2013, 2014, 2016 |
| Nagoya Grampus      | 2      | 2013, 2014             |
| Port FC             | 1      | 2011                   |
| Shonan Bellmare     | 1      | 2011                   |
| Vegalta Sendai      | 1      | 2012                   |
| BEC Tero Sasana FC  | 1      | 2015                   |
| Sagan Tosu          | 1      | 2015                   |
| Albirex Niigata     | 1      | 2016                   |
| Sanfrecce Hiroshima | 1      | 2017                   |
| Muangthong United   | 1      | 2017                   |

## Austragungsorte
| Suphachalasai Stadium | Thammasat Stadium | I-Mobile Stadium |
| --------------------- | ----------------- | ---------------- |
| Bangkok               | Pathum Thani      | Buriram          |
|                       |                   |                  |